# Paraprionospio coora
Paraprionospio coora är en ringmaskart som beskrevs av Wilson 1990. Paraprionospio coora ingår i släktet Paraprionospio och familjen Spionidae.
Artens utbredningsområde är havet kring Nya Zeeland. Inga underarter finns listade i Catalogue of Life.